# キミオコゼ
キミオコゼ（英名:Clearfin lionfish、学名:Pterois radiata) はインド洋と太平洋に生息する、フサカサゴ科ミノカサゴ属に属する肉食で有毒の海水魚である。ミノカサゴの仲間としては鰭棘に模様がなく、英名の"Clearfin lionfish"もこれに由来する。尾柄部に一対の白い水平な縞が入ることも特徴である。
2015年に分類が見直され、同種とされていた紅海産の個体群は別種 Pteropterus cincta （英名:Red sea lionfish)とされた。また、2023年にはネッタイミノカサゴやミズヒキミノカサゴなどとともに別属 Pteropterusを復活する見解が出された。

## 形態
キミオコゼは最大で体長約24cmまで成長するが、普通成魚の体長は20cmほどである。背鰭には12本か13本の長く有毒の棘と、10-12本の軟条がある。臀鰭は3本の棘と6本の軟条をもつ。大きな胸びれは体側面に向けて広がっており、透明で模様は無い。その他の鰭も無色である。体色は赤茶色だが、約6本の色の異なる暗い縞をもち、それらは細い白色のラインで区切られている。尾柄部には二本の水平な白色の縞があり、これによって近縁他種と区別することができる。同属種のネッタイミノカサゴ（Pterois antennata）によく似るが、前述の尾柄部の帯や、キミオコゼには胸びれ基底部の膜に丸い斑紋がないこと、眼上皮弁に縞模様がないことなどによって区別できる。

## 分布
キミオコゼは西部インド洋から南太平洋地域に分布する。生息域は、西は南アフリカ、東アフリカからインドネシア、北オーストラリアを経て、東は南太平洋のソシエテ諸島まで、北は南日本沿岸からニューカレドニアにかけて広がる。紅海に生息するものは別種（P. cincta)とされている。沿岸と沖合の岩礁どちらにおいても、水深約25mにおいて発見されている。未成魚はタイドプールで見つかることもある。日本においては高知県以南でみられる。

## 生態
キミオコゼは基本的に夜行性である。通常は単独で、日中は岩の裂け目や小さな洞穴、張り出した岩の陰などに隠れて過ごし、夜になると活動を始めてカニやエビなどの無脊椎動物を捕食する。

## 人間との関係
水族館等で観賞魚として飼育され、食用にはならない。棘は人間にとって有毒であり、刺された場合はアンモニアが効かないため、毒を絞り出してからぬるま湯につけ、もむのが良い。